# Nonnus ruficoxa
Nonnus ruficoxa är en stekelart som först beskrevs av Szepligeti 1916.  Nonnus ruficoxa ingår i släktet Nonnus och familjen brokparasitsteklar. Inga underarter finns listade i Catalogue of Life.